# Fritz Harney
Fritz Harney (* 24. März 1879 in Königsberg in der Neumark; † 15. Dezember 1953 in Berlin) war ein deutscher Industrieller und Funktionär.

## Leben

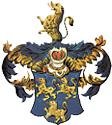
Familienwappen

Fritz Harney war Sohn eines Wagenfabrikanten. Er besuchte das humanistische Gymnasium seiner Heimatstadt Königsberg in der Neumark und studierte zunächst das Hüttenfach an der Bergakademie Clausthal, wo er Mitglied des Corps Montania war, dann Physik, Chemie sowie Nationalökonomie in Berlin. 1905/06 wurde er Chemiker der Zuckerfabrik Wierzchoslawice bei Hohensalza, 1906 Betriebsassistent der Zuckerfabrik Stöbnitz, 1908 Betriebsleiter der Zuckerfabrik Friedrichsthal, 1910 Direktor der Aktien-Zuckerfabrik Wabern in Hessen. Von 1916 bis 1945 war er Generaldirektor der AG Zuckerfabrik Nauen und leitete darüber hinaus in Personalunion industrielle Tochtergesellschaften sowie land- und forstwirtschaftliche Güter. Er übernahm Mitte der zwanziger Jahre den Vorsitz zahlreicher Berufsvereinigungen. Fritz Harney zeichnete sich als vor allem als engagierter Vorsitzender der Wirtschaftlichen Vereinigung der Deutschen Zuckerindustrie aus.
Mit der nach dem Ersten Weltkrieg 1918 eintretenden Zuckerüberproduktion brachte er sich bei internationalen Verhandlungen mit Verhandlungsgeschick und Kompromissbereitschaft bei der Kontingentierung von Zuckeranbau, -verarbeitung, und -export ein.
Er unterzeichnete 1931 bei diesen Verhandlungen das für die Zuckerindustrie wichtige Brüssler Chadbourne-Abkommen, in denen die Steuerung der Zuckererzeugung marktgerecht geregelt wurde. 1938 trat er aus gesundheitlichen Gründen als Leiter der Wirtschaftsgruppe Zuckerindustrie zurück. Sein Nachfolger wurde Robert Aumüller. Nach der Enteignung in der Sowjetischen Besatzungszone zog er nach Berlin, wo er 1953 starb.